# Фонкич, Борис Львович
Бори́с Льво́вич Фо́нкич (25 февраля 1938, Челябинск — 2 сентября 2021 или 2021, Москва) — советский и российский историк. Специалист по византийской палеографии и греко-русским связям. Доктор исторических наук (1992), профессор кафедры византийской и новогреческой филологии филологического факультета МГУ. Член-корреспондент Афинской академии (1994).
Автор более 300 научных статей на русском, немецком, французском, итальянском и греческом языках, опубликованных в важнейших отечественных и зарубежных периодических изданиях.

## Биография
Родился 25 февраля 1938 года в Челябинске, в семье Льва Самуиловича Фонкича (1914—1977), уроженца Кременчуга, и Галины Григорьевны Баландиной (1913—1982). В детстве был крещен бабушкой со стороны матери.
В 1955—1961 учился на историческом факультете МГУ. С 1961 по 1971 год работал в Научной библиотеке МГУ
В 1969 году в Институте славяноведения и балканистики АН СССР защитил кандидатскую диссертацию «Греческая кодикология (на материале рукописей X—XVII вв. собраний Москвы и Ленинграда)» на соискание учёной степени кандидата исторических наук.
С 1971 года работал в Институте всеобщей истории Академии наук.
Участник международных научных конгрессов и конференций. С 1992 года — доктор исторических наук (диссертация в форме научного доклада «Греческо-русские связи XIV—XVII вв. Результаты палеографического и кодикологического исследования»; официальные оппоненты И. П. Медведев, А. А. Сванидзе, Б. А. Семеновкер). Исследовал византийскую тематику. Кавалер греческого ордена Феникса.
Скончался 2 сентября 2021 года. Похоронен на Даниловском кладбище Москвы (участок 36).

## Семья
Жена — Татьяна Владимировна Толстая (род. 1946), кандидат искусствоведения, старший научный сотрудник отдела научного каталога Музеев Московского Кремля, хранитель соборов Музея Московского Кремля.
Сын — историк Фёдор Борисович Поляков (род. 1959), в 1981 году эмигрировал в Германию, с 2005 года — профессор Венского университета.

## Публикации
- Из новых работ по греческой эпиграфике // Вестник древней истории. 1960. — № 2. — С. 152—156.
- Рец.: Каталог писем и других материалов западноевропейских учёных и писателей XVI—XVIII вв. из собрания П. П. Дубровского. Л., 1963 // Вестник древней истории. 1964. — № 2. — С. 187—189.
- О рукописной основе текста альдовского издания трагедий Софокла // Византийский временник. — Т. 24. 1964. — С. 109—120.
- Греческие писцы эпохи Возрождения // Византийский временник. Т. 26. 1965. — С. 266—271.
- О судьбе знаменитой рукописи Гомера // Вестник древней истории. 1966. — № 1. — С. 142—144.
- Библиотека Лавры св. Афанасия на Афоне в Х-ХIII вв. // Палестинский сборник. Вып. 17/80. 1967. — С. 167—175:
- Греческие рукописи Библиотеки Московского университета // Вестник древней истории. 1967. — № 4. — С. 95-103.
- Греческие писцы эпохи Возрождения, 2 // Византийский временник. Т. 28. 1968. — С. 283—285.
- Иерусалимский патриарх Досифей и его рукописи в Москве // Византийский временник. Т. 29. 1968. — С. 275—299.
- Переводческая деятельность Евфимия Святогорца и библиотека Иверского монастыря на Афоне в начале XI в. // Палестинский сборник. Вып. 19/82. 1969. — С. 165—170.
- Новый автограф Максима Грека // Byzantinoslavica. 1969. — № 1. — С. 77-82.
- Московская рукопись Фукидида // Вестник древней истории. 1969. — № 3. — С. 150—152.
- Московские списки поэм Гесиода // Вестник древней истории. 1970. — № 3. — С. 167—171.
- Материалы для истории греческих средневековых библиотек. Библиотека Иверского монастыря на Афоне в конце XV — начале XVI вв. // Палестинский сборник. Вып. 23 / 86. 1971. — С. 26-27.
- Русский автограф Максима Грека // История СССР. 1971. — № 3. — С. 153—158.
- О рукописи «Стратегикона» Кекавмена // Византийский временник. Т. 31. 1971. — С. 108—120.
- О судьбе Киевских глаголических листков // Советское славяноведение. 1972. — № 2. — С. 82-83.
- Греческая рукопись митрополита Фотия // Древнерусское искусство. Рукописная книга. — М., 1972. — С. 189—195.
- Московская рукопись из библиотеки Иоанна Хортасмена // Византийский временник. Т. 33. 1972. — С. 216—217.
- Рец.: P. Canart e V. Peri. Sussidi bibliografici per i manoscritti greci della Biblioteca Vaticana. Città del Vaticano: Biblioteca Apostolica Vaticana, 1970 // Bизантийский временник. Т. 33. 1972. — С. 244.
- Киевский список греческой версии «Варлаама и Иоасафа» // Мацне. 1973. — № 2. — С. 178—182.
- Un «Barlaam et Joasaph» grec daté de 1021 // Analecta Bollandiana. T. 91. 1973. — P. 13-20.
- Новое издание актов Лавры и его значение для византиноведения // Византийский временник. Т. 34. 1973. — С. 32-54 (совместно с А. П. Кажданом).
- Максим Грек и славянская Псалтырь (сложение норм литературного языка в переводческой практике XVI в.) // Восточнославянские языки. Источники для их изучения. — М., 1973. — С. 99-127 (совместно с Л. С. Ковтун и Н. В. Синицыной).
- Рец.: К. Treu. Die griechischen Handschriften des Neuen Testaments in der UdSSR. Eine systematische Auswertung der Texthandschriften in Leningrad, Moskau, Kiev, Odessa, Tbilisi und Erevan. Berlin, 1966 // Византийский временник. T. 34. 1973. — С. 300—302.
- Рец.: Н. Follieri. Codices graeci Bibliothecae Vaticanae selecti, temporum locorumque ordine digesti, commentariis et transcriptionibus instructi. Apud Bibliothecam Vaticanam, 1969 // Византийский временник. T. 35. 1973. — С. 283—285.
- Перспективы описания греческих рукописей советских хранилищ // Археографический ежегодник за 1972 год. — М., 1974. — С. 253—255 (совместно с Е. Э. Гранстрем и И. Н. Лебедевой).
- О писце рукописи 1644 г., содержащей «Введение в логику» Феофила Коридаллевса // Revue des études sud-est européennes. Т. XII. 1974. — Р. 402.
- Греческие грамоты советских хранилищ: 1. Задачи изучения. 2. Из истории утверждения царского титула Ивана IV. Соборная грамота 1560 г. 3. Из истории учреждения патриаршества в России.
- Соборные грамоты 1590 и 1593 гг. // Проблемы палеографии и кодикологии в СССР. — М., 1974. — С. 242—260.
- Заметки о греческих рукописях советских хранилищ: 1. Московский автограф Феодоры Раулены. 2. Ленинградский список Notitiae episcopatuum. 3. О греческих записях X в. Коридетского евангелия. 4. Киевский список устава Петрицонского монастыря // Византийский временник. Т. 36. 1975. — С. 134—138.
- Московский автограф митрополита Исидора // Памятники культуры. Новые открытия. 1974. — М., 1975. — С. 14-15.
- Новые работы по истории греческой культуры послевизантийского периода: 1. Μ.Ι. Μανούσακας. Ἀνέκδοτα πατριαρχικὰ γράμματα (1547—1806) πρὸς τοὺς ἐν Βενετίᾳ μητροπολίτας Φιλαδελφείας καὶ τὴν ὀρθόδοξον ἑλληνικὴν Ἀδελφότητα. Βενετία, 1968. 2. O. Kresten. Das Patriarchat von Konstantinopel im ausgehenden 16. Jahrhundert. Der Bericht des Leontios Eustratios im cod. Tyb. Mb 10. Wien, 1970 // Византийский временник. T. 36. 1975. — С. 194—199.
- Σημειώσεις για τα ελληνικά χειρόγραφα που φυλάσσονται στα σοβιετικά αρχεία // Βαλκανική Βιβλιογραφία. 1974. Παράρτημα. 1976. — Σ. 227—237.
- Николай Караджа и ленинградский сборник византийских документов // Византийский временник. Т. 37. 1976. — С. 140—146.
- Вопросы книжного дела в Византии 1071—1261 гг. Les manuscrits à Byzance (1071—1261) // XVе Congrès International d’Études Byzantines. Rapports et co-rapports. II. Langue, littérature, philologie. 3. — Athènes, 1976. — 36 p.
- Рец.: Проблемы палеографии и кодикологии в СССР. — М., 1974 // Ἑλληνικά. — Τ. 29. 1976. — Σ. 375—378.
- Греческие рукописи Матенадарана // Вестник Матенадарана. Т. 12. 1977. — С. 305—325.
- О датировке Венецианского (cod. Marcianus gr. VII, 26) и Парижского (cod. Parisinus gr. 1771) списков греческой версии «Варлаама и Иоасафа» // Византийские очерки. — М., 1977. — С. 210—215.
- Материалы для изучения библиотеки Максима Маргуния // Византийский временник. Т. 38. 1977. — С. 141—153.
- Греческие рукописи советских хранилищ // Studia codicologica / Εd. К. Treu. Berlin, 1977. — S. 189—195.
- XV Международный конгресс византинистов // Вопросы истории. 1977. — № 4. — С. 181—184.
- Рец.: И. Н. Лебедева. Описание Рукописного отдела Библиотеки Академии наук СССР. Т. 5. Греческие рукописи. Л., 1973 // Византийский временник. Т. 38. 1977. — С. 214—220.
- О сопоставительном изучении почерков писцов греческих рукописных книг и документов // Византийский временник. Т. 39. 1978. — С. 110—113.
- Греческие рукописи Одессы // Византийский временник. Т. 39. 1978. — С. 184—200, 282—283.
- Рец.: D. Papachryssanthou. Actes du Prôtaton. Paris, 1975 // Византийский временник. Т. 39. 1978. — С. 261—262 (совместно с А. П. Кажданом).
- Издание переписки Максима Маргуния // Византийский временник. Т. 39. 1978. — С. 276—277.
- Греческие рукописи Одессы // Византийский временник. Т. 40. 1979. — С. 172—185. Рис. 1-32.
- Греческие рукописи итальянских библиотек (по материалам научной командировки) // Византийский временник. Т. 40. 1979. — С. 249—251.
- Две палеографические заметки к изданию актов Кастамонита (Новые автографы Иоанна Евгеника и Максима Грека) // Известия Академии наук СССР. Серия литературы и языка. Т. XXXVIII, 4. 1979. — С. 393—394.
- Notes paléographiques sur les manuscrits grecs des bibliothèques italiennes: 1. Cod. Vat. gr. 2079. Sur les autographes de Nicolas Stoudite. 2. Sur la datation du Cod. Ottob. gr. 86. 3. Cod. Marc. gr. IV, 1 (coll. 542). Nouvel autographe du copiste de Constantinople Ephraim. 4. Ἑλληνικὸ Ἰνστιτοῦτο Βυζαντινῶν καὶ Μεταβυζαντινῶν Σπουδῶν Βενετίας, cod. gr. — № 2. Surla datation du manuscrit. 5. Cod. Marc. gr. VII, 26 (coll. 1431). A nouveau sur le manuscrit de Venise de la version grecque de «Barlaam et Ioasaph». 6. Cod. Urb. gr. 125 et cod. Marc. gr. VIII, 9 (coll. 1038). Les étapes planudienne et triclinienne de l’histoire du texte des oeuvres de Libanios. 7. Cod. Marc. gr. 511 (coll. 590). Sur l’origine du manuscrit de Pseudo-Callisthène de l’Institut Hellénique d’Études Byzantines et Post-Byzantines de Venise. 8. Nouveaux autographes de Gabriel Séviros, Maxime Margounios et Melétios Pigas. 9. Les scribes grecs des XIVe -XVe siècles. Quelques additions. 10. Sur les origines des manuscrits d’Athos (Iber. 4573/453) et du Vatican (Vat. gr. 2613) des Vies des fondateurs du monastère Iviron // Θησαυρίσματα. 16. 1979. — P. 153—170. Pl. 1-23.
- Палеографические заметки о греческих рукописях итальянских библиотек // Византийский временник. Т. 41. 1980. — С. 210—220.
- Griechische Kodikologie // Griechische Kodikologie und Textüberlieferung, hrsg. von D. Harlfinger. — Darmstadt, 1980. — S. 14-21.
- Zum Kolophon vom Jahre 1183 und der Datierung des Codex Mavrocordatianus // Byzantinoslavica. T. 41. 1980. — S. 224—227.
- Послесловие к кн.: М. Александропулос. Сцены из жизни Максима Грека. — М., 1980. — С. 306—310.
- Рец.: Α.Ε. Καραθανάσης. Ἡ Φλαγγίνειος σχολὴ τῆς Βενετίας. Θεσσαλονίκη, 1975 // Византийский временник. Т. 41. 1980. — С. 305—307.
- Греческие писцы эпохи Возрождения, 3 // Византийский временник. Т. 42. 1981. — С. 124—128.
- Палеографическая заметка о Мадридской рукописи Скилицы // Византийский временник. Т. 42. 1981. — С. 229—232.
- Византийские скриптории (некоторые итоги и перспективы исследования) // Jahrbuch der Österreichischen Byzantinistik[нем.]. Bd. 31. 1981. — S. 425—444.
- К вопросу о происхождении Ивирского списка гомилий Фотия о нашествии россов на Константинополь // Byzantinoslavica. Т. 42. 1981. — S. 154—158. Рис. 1-10.
- Über den Schreiber der Handschrift der Werke von Symeon aus Thessalonike // Jahrbuch der Österreichischen Byzantinistik. Bd. 30. 1981. — S. 299—300.
- Рец.: Δ.Γ. Ἀποστολόπουλος. Τὸ Μέγα Νόμιμον. Συμβολὴ στὴν ἔρευνα τοῦ μεταβυζαντινοῦ δημοσίου δικαίου. Ἀθήνα, 1978 // Византийский временник. Т. 42. 1981. — С. 241—243.
- Греческие рукописи Одессы // Византийский временник. Т. 43. 1982. — С. 98-101.
- Московский сборник афонских документов // Общественное сознание на Балканах в средние века: межвузовский тематический сборник / Отв. ред. М. М. Фрейденберг. — Калинин, 1982. — С. 37-47.
- Палеографические заметки о греческих рукописях итальянских библиотек. 11. Vat. gr. 840. Ещё раз о материалах по истории России второй четверти XIV в. // Византийские очерки: труды советских учёных к XVI международному конгрессу византинистов. — М., 1982. — С. 254—262.
- Scriptoria bizantini. Risultati e prospettive della ricerca // Rivista di studi bizantini e neoellenici. T. 17-19 (XXVII—XXIX). 1980—1982. — P. 73-118. Tav. 1-27.
- Самосский список Жития Евфимия Ивира // Analecta Bollandiana. Т. 100. 1982. — P. 567—579.
- La Chronique de Michel Glycas: note sur les origines du manuscrit de Leningrad (Une fois de plus sur Nathanaël Emboros et Nathanaël Chicas) // Θησαυρίσματα. Vol. 19. 1982. — P. 78-89.
- Иоанн Сакулис (страничка из истории участия греков в деле патриарха Никона) // Festschrift für Fairy von Lilienfeld. Erlangen, 1982. — S. 165—181.
- Византийская книга // Книговедение. Энциклопедический словарь. — М., 1982. — С. 466—467 (совместно с В. А. Меняйло).
- Рец.: Е. Lamberz, Ε.Κ. Λίτσας. Κατάλογος χειρογράφων τῆς Βατοπεδινῆς Σκήτης ἁγίου Δημητρίου. Θεσσαλονίκη, 1978 // Византийский временник. Т. 43. 1982. — С. 271—273.
- Рец.: D. Harlfinger u. a. Griechische Handschriften und Aldinen. Braunschweig, 1978 // Византийский временник. Т. 43. 1982. — С. 282—283.
- Рец.: Δ.Γ. Ἀποστολόπουλος. Τὸ Μέγα Νόμιμον. Συμβολὴ στὴν ἔρευνα τοῦ μεταβυζαντινοῦ δημοσίου δικαίου. Ἀθήνα, 1978 // Βαλκανικὴ Βιβλιογραφία. 1978. Т. VII. Παράρτημα. 1982. — Σ. 207—216
- Послесловие к кн.: М. Александропулос. Сцены из жизни Максима Грека. 2-е изд. — М., 1983. — С. 302—304.
- К вопросу о кодикологическом изучении рукописей Чикаго-Карахиссарской группы // Древнерусское искусство. Рукописная книга. Сборник третий. — М., 1983. — С. 300—302.
- Антонин Капустин как собиратель греческих рукописей // // Древнерусское искусство. Рукописная книга. Сборник третий. — М., 1983. — С. 368—379.
- Заметки о греческих рукописях советских хранилищ: 5. О двух унциальных рукописях середины X в.: ГПБ греч. 21 (Трапезундское Евангелие) и ГИМ 10 6. Две кипрские рукописи в Москве и Ленинграде. 7. Московский автограф Димитрия Кидониса. 8. Вкладная запись Анны, принкиписсы Ахайи. 9. Ещё одна рукопись из библиотеки Иоанна Хортасмена. 10. Московский автограф Виссариона Никейского. 11. Материалы для изучения библиотеки Макария Папагеоргопула. 12. О происхождении ленинградского списка Хроники Михаила Глики // Памятники культуры. Новые открытия. 1981. — Л., 1983. — С. 11-27
- Греческие рукописи В. П. Орлова-Давыдова // Византийский временник. — Т. 44. 1983. — С. 117—125.
- Ancora un manoscritto di Marco Mamuna // Rivista di studi bizantini e neoellenici. T. 20-21 (XXX—XXXI). 1983—1984. — P. 227—228.
- Les manuscrits grecs d’Antonin Kapustin // Scriptorium. Vol. XXXVIII, 2. 1984. — P. 254—271.
- Les «Archives de l’ Athos» et l’ étude comparative des écritures personnelles des scribes de livres et de documents grecs // Philadelphie et autres études. Paris, 1984. — P. 127—132
- «История России» Дионисия Ивирита // Проблемы изучения культурного наследия. — М., 1985. — С. 184—200.
- Греческие тексты Острожской Библии // Фёдоровские чтения. 1981. — М., 1985. — С. 110—116.
- Codici autografi di Bessarione, Giovanni Eugenico e Critobulo, conservati a Mosca // Rivista di Studi Bizantini e Slavi. T. IV (1984). 1986. — P. 31-49.0
- Греческие рукописи А. Н. Муравьева // Археографический ежегодник за 1984 год. — М., 1986. — С. 235—247.
- Е. Э. Гранстрем как исследователь греческих рукописей советских собраний (К 75-летию со дня рождения) // Археографический ежегодник за 1986 год. — М., 1987. — С. 152—155.
- Греческие грамоты советских хранилищ. 4. Акт Константинопольского собора 1593 г. об основании Московского патриархата // Cyrillomethodianum. Т. XI. 1987. — Р. 9-31.
- Палеографические заметки о греческих рукописях итальянских библиотек. 12. Vat. gr. 717. Л. 167—175 об. — предполагаемый автограф митрополита Фотия // Cyrillomethodianum. Т. XI. 1987. — С. 245—247.
  - Палеографические заметки о греческих рукописях итальянских библиотек. 12. Vat. gr. 717. Л. 167—175 об. — предполагаемый автограф митрополита Фотия // Литература и искусство в системе культуры / Сост. Т. Б. Князевская; отв. ред. Б. Б. Пиотровский. М.: «Наука», 1988. — С. 60-64.
- Новые материалы для биографии Лихудов // Памятники культуры. Новые открытия. 1987. — М., 1988. — С. 61-70.
- The Greek Manuscripts of A.N. Murav’ev // Modern Greek Studies Yearbook. Vol. 4. 1988. — P. 235—254.
- Νέα στοιχεῖα γιὰ τὴ ζωὴ καὶ τὸ ἔργο τῶν ἀδελφῶν Λειχούδη // Πρακτικὰ τοῦ Ε´ Διεθνοῦς Πανιονίου Συνεδρίου (Ἀργοστόλι ― Ληξούρι, 17-21 Μαΐου, 1986). Τ. 1. Ἀργοστόλι, 1989. — Σ. 227—239.
- О происхождении рукописи ГПБ, греч. 118 // Византия и Русь. Памяти Веры Дмитриевны Лихачевой (1937—1981) / Сост. Т. Б. Князевская; отв. ред. Г. К. Вагнер. — М.: «Наука», 1989. — С. 106—108.
- Греческая Триодь X—XI вв. Государственной Публичной библиотеки им. М. Е. Салтыкова-Щедрина // Мравалтави. XV. 1989. — С. 56-110 (совместно с М. А. Моминой).
- Ein unbekanntes Autograph des Metropoliten Isidoros von Kiev // Byzantinische Zeitschrift. Bd. 82. 1989. — S. 96-101 (совместно с Ф. Б. Поляковым).
- Анастасий «из Малой России» (К истории участия греков в деле патриарха Никона) // Общественное сознание, книжность, литература периода феодализма: Сб. статей: К 60-летию со дня рождения Н. Н. Покровского. Новосибирск: «Наука», 1990. — С. 330—331.
- Paläographische Grundlagen der Datierung des Kölner Mani-Kodex // Byzantinische Zeitschrift. Bd. 83. 1990. — S. 22-30 (совместно с Ф. Б. Поляковым).
- Заметки о греческих рукописях советских хранилищ: 13. О датировке рукописи «Стратегикона» Кекавмена. 14. О писце ереванского списка «Хроники» ПсевдоДорофея Монемвасийского // Византийские очерки: труды советских учёных к XVIII международному конгрессу византинистов (8-15 августа 1991 г. Москва) / Отв. ред. Г. Г. Литаврин. — М.: «Наука», 1991. — С. 111—122.
- Из истории греческо-украинско-русских культурных связей в первой половине XVII в. // Византийский временник. Т. 52. 1991. — С. 141—147.
- Россия и Христианский Восток в XVI — первой четверти XVIII вв. (Некоторые результаты изучения. Источники. Перспективы исследования) // XVIII Международный конгресс византинистов (Москва, 8-15 августа 1991 г.). Пленарные доклады. — М., 1991. — С. 52-82.
- Russia and the Christian East from the Sixteenth to the First Quarter of the Eighteenth Century // Modern Greek Studies Yearbook. Vol. 7. 1991. — P. 439—461
- О происхождении иерусалимской рукописи Παναγίου Τάφου, № 5 // Византийское искусство и литургия. Новые открытия. Краткие тезисы докладов научной конференции, посвящённой памяти А. В. Банк (11-12 апреля 1990 г.). Л., 1991. — С. 31-32.
- Paläographische Notizen zu den griechischen Handschriften des Neuen Testaments. 1. Zur Überlieferung der Katholischen Briefe // Bericht der Hermann Kunst-Stiftung zur Förderung der Neutestamentlichen Textforschung für die Jahre 1988 bis 1991. Münster, 1992. — S. 98-100.
- Моисей Арсеньев (К истории изучения греческих документов в Москве в первой трети XVIII в.) // Архив русской истории. — № 1. 1992. — С. 142—148.
- О греческом тексте послания Максима Грека князю П. И. Шуйскому // Русская духовная культура / Под ред. Луиджи Магаротто и Даниелы Рицци. Trento, 1992. — С. 335—351.
- Заметки по греческой эпиграфике Москвы XVII в. — № 1 // Греко-латинский кабинет. — № 1. 1992. — С. 35-37.
- П. П. Дубровский и начало коллекционирования греческих рукописей в России // Византийский временник. Т. 53. 1992. — С. 124—139.
- Markos Eugenikos als Kopist. Zur Tätigkeit eines Gelehrtenkreises an den Konstantinopolitaner Skriptorien im ersten Drittel des 15. Jahrhunderts // Byzantinische Zeitschrift. Bd. 84/85. 1991/1992. — S. 17-23. Taf. I—VI (совместно с Ф. Б. Поляковым).
- Греческие рукописи с пометой Арсения Суханова в Кембридже // Труды Отдела древнерусской литературы. Т. 48. 1993. — С. 304—305.
- Schicksale der byzantinischen Philologie in Russland im 20. Jahrhundert // La Filologia Medievale e Umanistica Greca e Latina nel secolo XX. Atti del Congresso Internazionale. Roma, Consiglio Nazionale delle Ricerche. Università La Sapienza. 11-15 dicembre 1989. Roma, 1993. — P. 769—819 (совместно с Ф. Б. Поляковым).
- О библиотеке Хоры при Феодоре Метохите // Византийский временник. Т. 54. 1993. — С. 39-42.
- Sugli autografi del copista Metodio // Bollettino della Badia Greca di Grottaferrata. Vol. XLVII. 1993. — P. 97-101.
- Синаит Хадзикирьякис. Несколько дополнений к биографии // Архив русской истории. — № 4. 1994. — С. 206—213.
- Греческое книгописание в России в XVII в. // Книжные центры Древней Руси. XVII век. Разные аспекты исследования / Отв. ред. Д. С. Лихачев. СПб., 1994. — С. 18-63.
- Греческие грамоты российских хранилищ. 5. Грамота иерусалимского патриарха Феофана об утверждении московским патриархом Филарета Никитича // Cyrillomethodianum. Т. ХIII-XIV. 1989—1990 [1994]. — С. 45-60.
- Иерусалимский патриарх Феофан и Россия (Обзор греческих грамот Центрального государственного архива древних актов) // Иерусалим в русской культуре / Ред. сост. А. Л. Баталов, А. М. Лидов. — М., 1994. — С. 212—218.
- Τρία αὐτόγραφα τοῦ Γερασίμου Βλάχου // Ροδωνιά. Τιμὴ στὸν Μ.Ι. Μανούσακα. Ρέθυμνο, 1994. — Σ. 591—597.
- О датировке Оксфордского списка гомилий Льва Мудрого (Bodleian Library, Rowl. G. 189 = Misc. 173) // Византийский временник. Т. 55. 1994. — С. 138—140. Рис. 1-2.
- Письмо Дионисия Ивирита Паисию Лигариду // Byzantinorussica. — № 1. 1994. — С. 114—126.
- А. А. Дмитриевский и его работа о собирателях рукописей и старопечатных книг // Byzantinorussica. — № 1. 1994. — С. 161—197 (совместно с Ф. Б. Поляковым).
- Eine Wiener Sammelhandschrift von Nikolaos Karatzas. Cod. Vind. Suppl. gr. 191 // Jahrbuch der Österreichischen Byzantinistik. 44. 1994. — S. 91-97.
- Zum Xenophon-Kodex der Herzog-August-Bibliothek Wolfenbüttel (cod. Guelf. 71.19. Aug. 2°) // Byzantinische Zeitschrift. Bd. 86/87. 1993/1994. — S. 31-33.
- Греческие рукописи Н. П. Кондакова // СанктПетербургский фонд культуры. Программа «Храм». Сборник материалов. Вып. 5. Часть II. СПб., 1994. — С. 128—131.0
- Венская рукопись романа Константина Манассии // Российское византиноведение. Итоги и перспективы. Тезисы докладов и сообщений на Международной конференции, посвящённой 100-летию «Византийского временника» и 100-летию Русского археологического Института в Константинополе (СПб., 24-26 мая 1994 г.). — М., 1994. — С. 136—137.
- О происхождении каллиграфических почерков «скриптория» Феодоры Раулены // Искусство Руси, Византии и Балкан XIII века. Тезисы докладов конференции. — М., сентябрь 1994 г. СПб., 1994. — С. 12-13.
- Иоанн Кариофиллис и его роль в истории греческорусских связей в середине XVII в. // Славяне и их соседи. Греческий и славянский мир в средние века и раннее новое время. Тезисы XIV конференции / Отв. ред. Г. Г. Литаврин. — М., 1994. — С. 61.
- Рец.: Codices Vaticani Graeci. Codices 2162—2254. Rec. S. Lilla. In Bibliotheca Vaticana, 1985; Codices Vaticani Graeci. Codices 867—932. Rec. — P. Schreiner. Ibid., 1988; Codices Barberiniani Graeci. T. II. Codices 164—281. Rec. I. Mogenet et al. Ibid., 1989 // Byzantinische Zeitschrift. Bd. 86/87. 1993/1994. — S. 486—488.
- Рец.: Κ.Κ. Παπουλίδης. Ὁ Ἑλληνικὸς κόσμος τοῦ Ἀντωνίνου Kapustin (1817—1894). Συμβολὴ στὴν πολιτικὴ τῆς Ρωσίας στὴ Χριστιανικὴ Ἀνατολὴ τὸ 19ο αἰώνα. Θεσσαλονίκη, 1993 // Byzantinorussica. — № 1. 1994. С 214—216
- La production des livres grecs et les bibliothèques de l’Athos aux Xe — XVIIIe ss. Quelques résultats et perspectives de la recherche // Bollettino della Badia Greca di Grottaferrata. Vol. XLIX-L. 1995—1996. — P. 35-61.
- О датировке Кембриджского списка «Лексикона» Фотия // Византийский временник. Т. 56. 1996. — С. 191—192.
- О датировке и происхождении Парижского списка «Хронографии» Феофана (cod. Paris. gr. 1710) // Византийские очерки: Труды российских учёных к ΧΙΧ Международному конгрессу византинистов / Отв. ред. Г. Г. Литаврин. — М., 1996. — С. 183—186, 258—265.
- О новой рукописи Антония Малакиса // Византийский временник. Т. 56. 1996. — С. 364.
- Сильвестр Медведев и «Дело патриарха Никона» // Труды Отдела древнерусской литературы. Т. 50. 1996. — С. 624—626.
- Максим Грек ― узник Иосифо-Волоколамского монастыря // Русское подвижничество / Сост. Т. Б. Князевская. — М., 1996. — С. 156—158.
- Ὁ ρόλος τῶν ἑλληνικῶν μοναστηριῶν στὴν πολιτιστικὴ ζωὴ τῆς Ρωσίας τόν 17ο αἰώνα // Τάσεις τοῦ ὀρθόδοξου μοναχισμοῦ. 9ος-20ος αἰῶνες. Ἀθήνα, 1996. — Σ. 109—114.
- Τὸ πατριαρχικὸ ἔγγραφο γιὰ τὴν ἵδρυση τῆς σχολῆς τοῦ Μανολάκη Καστοριανοῦ καὶ τὸ ἀντίγραφο τῆς Πετρούπολης // Θησαυρίσματα. Τ. 26 (1996). — Σ. 309—316. Πίν. 1-2.
- Россия и Христианский Восток в XVI — первой четверти XVIII в. (Некоторые результаты изучения. Источники. Перспективы исследования) // Acts. XVIIIth International Congress of Byzantine Studies. Selected Papers: Main and Communications. Moscow, 1991. Vol. I: History. Ed. I. Ševčenko, G.G. Litavrin, W.K. Hanak. Shepherdstown, WV, USA, 1996. — P. 187—209.
- Мелетий Грек // Россия и Христианский Восток. Вып. I / Отв. ред. Б. Л. Фонкич. M.: «Индрик», 1997. — С. 159—178.
- Синайский помянник // Россия и Христианский Восток. Вып. I / Отв. ред. Б. Л. Фонкич. M.: «Индрик», 1997. — С. 259—263.
- Новые автографы Марка Евгеника // Византийский временник. Т. 57. 1997. — С. 157—160.
- К истории организации славяно-греко-латинского училища в московской Бронной слободе в конце 60-х годов XVII в. // Очерки феодальной России. Вып. 2. 1998. — С. 187—225.
- Греческая палеография среди специальных дисциплин в конце XX столетия // Вестник Московского университета. Сер. 9. Филология. 1998. — № 4. — С. 21-32.
- Греческие рукописи А. С. Норова // Православный Палестинский сборник. Вып. 98 (35). 1998. — С. 123—132.
- О происхождении Хлудовской Псалтири // Искусство рукописной книги. Византия. Древняя Русь. Тезисы докладов международной конференции. Москва, 17-19 ноября 1998 г. СПб., 1998. — С. 18-21 (совместно с И. Е. Лозовой).
- Иоанн Евгеник и его «Монодия на падение Константинополя» // Византия между Западом и Востоком / Отв. ред. акад. Г. Г. Литаврин. СПб.: «Алетейя», 1999. — С. 270—292.
- Греко-славянская школа на Московском Печатном дворе в 80-х годах XVII в. (Типографская школа) // Очерки феодальной России. Вып. 3. 1999. — С. 149—246.
- Греческие рукописи в монастырских библиотеках России в середине XVII в. // Рукописные собрания церковного происхождения в библиотеках и музеях России / Под общ. ред. Б. Даниленко. — М., 1999. — С. 152—156.
- Τὸ μαθητικὸ τετράδιο τοῦ Ἐλευθερίου Βούλγαρη // Ὁ Ἐρανιστής. Τ. 22. 1999. — Σ. 80-89.
- Gli autografi del patriarca di Costantinopoli Philotheos Kokkinos // Ὀπώρα. Studi in onore di mgr Paul Canart per il LXX compleanno, III (Bollettino della Badia Greca di Grottaferrata. n.s. LIII (1999)). — P. 239—254
- Aux origines de la minuscule stoudite (les fragments moscovite et parisien de l’oeuvre de Paul d’Égine) // I manoscritti greci tra riflessione e dibattito. Atti del V Colloquio Internazionale di Paleografia Greca (Cremona, 4-10 ottobre 1998) / A cura di G. Prato. Tomo primo. Firenze, 2000. — P. 169—186. Pl. 1-8.
- Автографы константинопольского патриарха Филофея Коккина (рукописи Мюнхена, Вены, Москвы, Венеции и Ивирского монастыря) // Российский Православный университет св. Иоанна Богослова. Учёные записки. Вып. 5. Исследования по византинистике и неоэллинистике. — М., 2000. — С. 59-86.
- О происхождении Петербургского списка Лексикона «Суда» // Лингвистическое источниковедение и история русского языка / Отв. ред. А. М. Молдован, В. В. Калугин. — М., 2000. — С. 119—122.
- Две греческие грамоты к Богдану Хмельницкому // Florilegium: К 60-летию Б. Н. Флори: [Сб. ст.] / Сост. А. А. Турилов. — М.: «Языки русской культуры», 2000. — С. 428—440.
- Дипломатика и палеография. I. О подлинности «синодального хрисовула» № 15 (А) Греческого института в Венеции. II. О грамоте константинопольского патриарха Парфения I Людовику XIV в составе cod. Paris. Suppl. gr. 582 // Вспомогательные исторические дисциплины. Т. XXVII. 2000. — С. 341—354.
- Ещё раз о цели поездки Арсения Суханова на Афон в 1654 г. // Проблемы истории, русской книжности, культуры и общественного сознания / Отв. ред. Е. К. Ромодановская. Новосибирск: «Сибирский хронограф», 2000. — С. 248—251.
- Ἀθανάσιος Βελλεριανὸς καὶ Ἱερεμίας Περιστιανός· ἀπὸ τὴν ἱστορία τῶν μεταξύ τους σχέσεων // Ἐνθύμησις Νικολάου Μ. Παναγιωτάκη. Ἡράκλειο, 2000. — Σ. 235—242.
- «Привилегия на Академию» Симеона Полоцкого — Сильвестра Медведева // Очерки феодальной России. Вып. 4. 2000. — С. 237—297.
- Греческие документы по «Делу патриарха Никона» // История древней церкви в научных традициях XX в. Материалы научно-церковной конференции, посвящённой 100-летию со дня кончины … Василия Васильевича Болотова / Отв. редакторы епископ тихвинский Константин (Горянов) и М. Б. Пиотровский. СПб.: «Издательство Государственного Эрмитажа», 2000. — С. 130—131.
- «Крест царя Константина» и «Глава Иоанна Златоуста». Ватопедские святыни в Москве XVII века // Реликвии в искусстве и культуре восточно-христианского мира. Тезисы докладов и материалы международного симпозиума. — М., 2000. — С. 90-91.
- Чудотворные иконы и священные реликвии Христианского Востока в Москве в середине XVII в. // Очерки феодальной России. Вып. 5. 2001. — С. 70-97.
- К вопросу о соотношении академии Симеона Полоцкого ― Сильвестра Медведева и академии братьев Лихудов // Лихудовские чтения. Материалы научной конференции «Первые Лихудовские чтения». Великий Новгород, 2001. — С. 28-30.
- Антонин Капустин // Православная энциклопедия. — М., 2001. — Т. II : Алексий, человек Божий — Анфим Анхиальский. — С. 684—686. — 40 000 экз. — ISBN 5-89572-007-2.
- Рец.: Третье издание «Ришара» // ΜΟΣΧΟΒΙΑ. Проблемы византийской и новогреческой филологии. Вып. 1 / Отв. ред. Д. А. Яламас. — М.: «Индрик», 2001. — С. 541—543.
- Рец.: Ἱερὰ Μονὴ Ἰβήρων. Κατάλογος ἑλληνικῶν χειρογράφων. Τ. Α´ (1-100). Περιγραφὴ Π. Σωτηρούδης. Ἅγιον Ὄρος, 1998 // Там же. — С. 546—548.
- Рец.: D. Getov, Β. Κατσαρός, Χ. Παπαστάθης. Κατάλογος τῶν ἑλληνικῶν νομικῶν χειρογράφων τῶν ἀποκειμένων στὸ Κέντρο σλαβο-βυζαντινῶν σπουδῶν «Ιvan Dujčev» τοῦ Πανεπιστημίου «Sv. Kliment Ohridski» τῆς Σόφιας. Θεσσαλονίκη, 1994 // Там же. — С. 549—550.
- Nouveaux autographes de Démétrius Cydonès et de Gennade Scholarios // Travaux et Mémoires. 14 (Mélanges Gilbert Dagron). — Paris, 2002. — P. 243—250.
- Палеография греческих грамот Львовского братства // Palaeoslavica. X. 2002. — № 2. C. 282—292.
- Идентификация владельца печати с греческой легендой из Сергиев-Посадского района Московской области // Проблемы истории Московского края. Тезисы докладов третьей региональной научной конференции, посвящённой 855-летию Москвы и Подмосковья. — М., 2002. — С. 26-27 (совместно с А. К. Станюковичем).
- Η ιερά μονή της Κοσίνιτσας και η Μόσχα το πρώτο τρίτο του 17ου αιώνα // Η Δράμα και η περιοχή της. Ιστορία και πολιτισμός. Δ΄ Επιστημονική συνάντηση. 16-19 Μαΐου 2002. Περιλήψεις ανακοινώσεων. Δράμα, 2002. — Σ. 59.
- К истории приобретения греческих рукописей Харьковским университетом // Записки iсторико-фiлологiчного товариства Андрiя Бiлецького. Вып. IV. Кн. 1. Київ, 2003. — С. 198—203.
- О происхождении Петербургского списка Большого Синопсиса Василик (РНБ. Греч. 701) // Мир Александра Каждана. К 80-летию со дня рождения / Отв. ред. А. А. Чекалова. СПб.: «Алетейя», 2003. — С. 234—237.
- Дипломатика и палеография. III. Рукопись ГИМ № 246 и документы константинопольской патриаршей канцелярии второй половины XIV в. // Лингвистическое источниковедение и история русского языка (2002—2003). — М., 2003. — С. 311—313.
- Τὰ παλαιότερα χειρόγραφα μὲ ἔργα τοῦ Σιμεὼν Θεσσαλονίκης. Παλαιογραφικὲς παρατηρήσεις // Β´ Διεθνὲς συμπόσιο «Βυζαντινὴ Μακεδονία. Δίκαιο, Θεολογία, Φιλολογία». Θεσσαλονίκη, 2003. — Σ. 33-41.
- Из истории реставрации одной греческой рукописи на рубеже XVI—XVII вв. («Роман об Александре» Греческого института в Венеции) // Хризограф. Сборник статей к юбилею Г. З. Быковой / Сост. и отв. ред. Э. Н. Добрынина. — М.: «Сканрус», 2003. — С. 243—258.
- К истории текста одного из посланий александрийского патриарха Мелетия Пигаса к царю Фёдору Ивановичу // Очерки феодальной России. Вып. 7. 2003. — С. 105—111.
- «Кодекс» Львовского Успенского братства // Чтения памяти профессора Николая Фёдоровича Каптерева (Москва, 15-16 октября 2003). Материалы. — М., 2003. — С. 56-57.
- «Проскинитарий» Арсения Суханова // Jews and Slavs. Vol. 10. Semiotics of Pilgrimage. Jerusalem, 2003. — С. 179—182.
- Печать Мелетия Грека // Древности и старина. 2003. — № 2. — С. 13-15 (совместно с А. К. Станюковичем).
- Роль регест в каталогизации греческих документов московских собраний // «Индрик». 10 лет. — М., 2003. — С. 149—154.
- Ο ρόλος των περιλήψεων (regestes) στα πλαίσια της καταλογογράφησης των ελληνικών εγγράφων των συλλογών της Μόσχας // Ἡ ἀνάγκη καὶ ἡ τεχνικὴ τῶν ἐπιτομῶν. Nécessité et technique des regestes. Βενετία, 2003. — Σ. 95-103.
- Грамота константинопольского патриарха Иоасафа II и собора Восточной церкви, утверждающая царский титул Ивана IV // Россия и греческий мир в XVI в. Т. 1. Подг. к публ.: С. М. Каштанов и Л. В. Столярова, при участии Б. Л. Фонкича. — М., 2004. — С. 381—388.
- Греческий Апостол 1072 г. Научной библиотеки Московского Университета // Деяния и Послания апостолов. Греческая иллюминованная рукопись 1072 г. Из собрания Научной библиотеки Московского Университета. — М., 2004. — С. 12-14.
- О происхождении Софийского сборника гомилий Григория Назианзина // Образ и слово. Εικόνα και Λόγος. Юбилеен сборник по случай 60 годишниката на проф. Аксиния Джурова. София, 2004. — С. 437—439.
- Кипрский священник в Ярославле и Москве (из истории кипрско-русских отношений в первой четверти XVII в.) // Россия и Христианский Восток. Вып. II—III / Отв. ред. Б. Л. Фонкич. — М.: «Индрик», 2004. — С. 238—247.
- Иоанн Кариофиллис и его роль в истории русскогреческих связей в XVII в. // Там же. — С. 392—395.
- Попытка создания греческой типографии в Москве в конце XVII в. // Там же. — С. 465—471.
- Печать Мелетия Грека // Там же. — С. 412—417 (совместно с А. К. Станюковичем).
- Формуляр грамот Константинопольского патриархата XVI—XVII вв. (по материалам московских архивов) // Вторые чтения памяти профессора Николая Фёдоровича Каптерева (Москва, 28-29 октября 2004 г.). Материалы. — М., 2004. — С. 23-27.
- Μία ἀπόπειρα ἵδρυσης ἑλληνικοῦ τυπογραφείου στή Μόσχα στά τέλη τοῦ 17ου αἰώνα // Τό ἔντυπο ἑλληνικό βιβλίο. 15ος — 19ος αἰώνας. Πρακτικά διεθνοῦς συμποσίου. Δελφοί. 16-20 Μαΐου 2001. Ἀθήνα, 2004. — Σ. 195—204.
- Рец.: Античная и византийская литература в Москве во второй половине XVII в. (Strakhov O.B. Antiquity and Muscovite Traditionalists in the Seventeenth Century // Palaeoslavica. VII. 1999. — P. 84-115) // Россия и Христианский Восток. Вып. II—III. — М., 2004. — С. 624—630.
- Рец.: Устав Нежинского братства (Λασκαρίδης Χ.Π. Το Καταστατικό της ελληνικής εμπορικής κοινότητας στη Νίζνα της Ουκρανίας. Ιωάννινα, 1997) // Там же. — С. 630—635.
- Рец.: Архивы русских византинистов // Там же. — С. 639—643.
- Рец.: Euangelatu-Notara Phl. Χορηγοί — κτήτορες — δωρητές σε σημειώματα κωδίκων. Παλαιολόγειοι χρόνοι. Athen, 2000 // Byzantinische Zeitschrift. Bd. 97. 2004. — S. 205—207.
- Кодекс Мани // Вестник истории, литературы, искусства. Т. I. — М., 2005. — С. 69-74.
- Венецианская рукопись «Альмагеста» Птолемея (Marc. gr. 313/690): о датировке и происхождении кодекса // Вестник древней истории. 2005. — № 3. — С. 162—167.
- О датировке греческих минускульных рукописей IX в. // Средневековые книжные центры: местные традиции и межрегиональные связи. Тезисы докладов международной конференции. Москва, 5-7 сентября 2005 г. — М., 2005. — С. 32-33.
- Sulla storia del restauro di un manoscritto greco tra i secoli XVI e XVII. Il «Romanzo d’Alessandro» dell’Istituto Ellenico di Venezia // Θησαυρίσματα. 35. 2005. — P. 95-103.
- Греческие рукописи собрания М. П. Погодина // Хризограф. Вып. 2 / Сост. и отв. ред. Э. Н. Добрынина. М.: «Сканрус», 2005. — С. 23-26.
- О происхождении коллекции греческих грамот Государственного Исторического музея в Москве // Общественная мысль и традиции русской духовной культуры в исторических и литературных памятниках XVI—XX вв. / Отв. ред. Е. К. Ромодановская. Новосибирск, 2005. — С. 317—320.
- «Скаска Новоспасского монастыря келаря греченина Иоанникия про монастыри, имеющиеся в Цареграде, Иерусалиме и во всей Греческой области» // Третьи чтения памяти профессора Николая Фёдоровича Каптерева (Москва, 26-27 октября 2005 г.). Материалы. — М., 2005. — С. 54-59.
- Theophanes, Patriarch of Jerusalem and Russia. A Review of Greek Missives Preserved in the Central State Archive of Ancient Acts // Jerusalem in Russian Culture. New York; Athens, 2005. — P. 221—230.
- Привоз в Москву иконы «Богоматерь Влахернская» // Многоценное сокровище. Иконы Богоматери Одигитрии Влахернской в России: Сб. статей / Авт.-сост.: С. В. Гнутова, Г. В. Сидоренко, И. М. Соколова. — М., 2005. — С. 8-22.
- Греческая палеография: 300 лет после Бернара де Монфокона // Вспомогательные исторические дисциплины: классическое наследие и новые направления. Материалы XVIII научной конференции. Москва, 26-28 января 2006 г. — М., 2006. — С. 80-82.
- «Μονωδία επί τη Αλώσει της Μεγαλοπόλεως» του Ιωάννη Ευγενικού. Αυτόγραφο του συγγραφέα // Constantinopla. 550 años de su caída. Κωνσταντινούπολη. 550 χρόνια από την άλωση. Granada, 2006. — P. 399—404.
- Diplomatica e paleografia. 1. Sull’ autenticità del crisobollo sinodale № 15 (A) dell’Istituto Ellenico di Venezia. 2. Sulla bolla del patriarca di Costantinopoli Partenio I à Ludovico XIV nel cod. Suppl. gr. 582 // Θησαυρίσματα. 36. 2006. — P. 271—285.
- Греческие рукописи собрания Х. Ф. Маттеи в Российском государственном архиве древних актов // Памяти Лукичева. Сб. статей по истории и источниковедению / Сост. Ю. М. Эскин. — М.: «Древлехранилище», 2006. — С. 787—792.
- Иоанникий Грек (К истории греческой колонии в Москве в первой трети XVII в.) // Очерки феодальной России. Вып. 10. 2006. — С. 85-110.
- Арсений Елассонский и памятники истории грекорусских связей в Московском Кремле в конце XVI — первой четверти XVII в. // Международная юбилейная научная конференция, посвящённая 200-летию Музеев Московского Кремля. 13-15 марта 2006 г. Тезисы докладов. — М., 2006. — С. 92-93.
- Портрет иерусалимского патриарха Феофана // От Средневековья к Новому времени. Сборник статей в честь Ольги Андреевны Белобровой / Отв. ред. и сост. М. А. Федотова. — М.: «Индрик», 2006. — С. 511—513. Ил. 1-2.
- Sulla datazione dei codici greci in minuscola del secolo IX // Byzantina Mediterranea. Festschrift für Johannes Koder zum 65. Geburtstag. Wien; Köln; Weimar, 2007. — P. 175—186.
- Sull’ origine del manoscritto dello Scilitze di Madrid // Erytheia. Revista de estudios bizantinos y neogriegos. 28. 2007. — P. 67-89.
- О происхождении Московской рукописи «Жития преподобного Афанасия Афонского» // Вспомогательные исторические дисциплины. Т. XXX. 2007. — С. 193—198.
- О происхождении Мадридской рукописи Скилицы // Монфокон. Исследования по палеографии, кодикологии и дипломатике. 1 / Отв. ред. Б. Л. Фонкич. М.; СПб., 2007. — С. 138—156.
- Новые автографы Макария Хрисокефала // Там же. — С. 157—165.
- Грамота 1594 г. антиохийского патриарха Иоакима царю Фёдору Ивановичу // Там же. — С. 166—184 (совместно с К. А. Панченко).
- Новый список «Привилегии на Академию» // Очерки феодальной России. Вып. 11. 2007. — С. 440—443.
- Как сохраняются документы современных церковных учреждений: «круглый стол» в редакции // Отечественные архивы. 2007. — № 4. — С. 111—112.
- Памяти Жана Иригуэна (8.11.1920 — 28.01.2006) // Монфокон. Исследования по палеографии, кодикологии и дипломатике. 1. М.; СПб., 2007. — С. 565—566.
- Рец.: Чернухін Е. К. Грецкі рукописи у зiбраннях Киева.
- Каталог. Київ; Вашингтон, 2000 // Там же. — С. 525—530.
- Рец.: Hajdú K. 1) Katalog der griechischen Handschriften der Bayerischen Staatsbibliothek München. Bd. 10,1. Die Sammlung griechischer Handschriften in der Münchener Hofbibliothek bis zum Jahr 1803. Wiesbaden, 2002; 2) Katalog der griechischen Handschriften der Bayerischen Staatsbibliothek München. Bd. 3. Codices graeci Monacenses 110—180. Wiesbaden, 2003 // Там же. — С. 544—546.
- Рец.: Molin Pradel M. Katalog der griechischen Handschriften der Staats- und Universitätsbibliothek Hamburg. Wiesbaden, 2002 // Там же. — С. 541—543.
- Рец.: ΔΙΟΣΚΟΥΡΙΔΗΣ. ΠΕΡΙ ΥΛΗΣ ΙΑΤΡΙΚΗΣ. Dioscurides. De materia medica. Codex Neapolitanus graecus 1 of the National Library of Naples. [Athens. S.a.] // Там же. — С. 530—534.
- Рец.: Ἰωάννου Σκυλίτζη Σύνοψις ἱστοριῶν. Ioannis Scylitzae Synopsis Historiarum. Codex Matritensis graecus Vitr. 26-2. Athens, 2000 // Там же. — С. 534—537.
- Рец.: Les manuscrits grecs datés des XIIIe et XIVe siècles conservés dans les bibliothèques publiques de France. T. II. Première moitié du XIVe siècle. Paris, 2005 // Там же. — С. 546—548.
- Рец.: Vereecken J., Hadermann-Misguich L. Les Oracles de Léon le Sage illustrés par Georges Klontzas. La version Barozzi dans le Codex Bute. Venise, 2000 // Там же. — С. 537—541.
- Рец.: Βοκοτόπουλος Π.Λ. Μικρογραφίες τῶν βυζαντινῶν χειρογράφων τοῦ Πατριαρχείου Ἱεροσολύμων. Ἀθῆναι; Ἱεροσόλυμα, 2002 // Там же. — С. 543—544.
- Преподобный Максим Грек. Сочинения. Т. 1. — М., 2008. — С. 81-115 (ред. издания сочинений 1498—1516 гг.).
- К вопросу о датировке Codex Marchalianus (Vat. gr. 2125) // Палеография и кодикология: 300 лет после Монфокона. Материалы Международной научной конференции. Москва, 14-16 мая 2008 г. — М., 2008. — С. 230—232.
- Хлудовская Псалтирь: кодикология и палеография; история рукописи // Образ Византии. Сборник статей в честь О. С. Поповой. — М., 2008. — С. 577—586.
- Архив византийского писателя XV в. Иоанна Евгеника // Вспомогательные исторические дисциплины ― источниковедение ― методология истории в системе гуманитарного знания. Материалы XX международной научной конференции. Москва, 31 января — 2 февраля 2008 г. Часть II. — М., 2008. — С. 638—642.
- Рукопись «Истории России» Арсения Елассонского // Арсений Елассонский — архиепископ Суздальский. Владимир, 2008. — С. 25-29.
- Греческие рукописи Одессы // Вiсник Одеського нацiонального унiверситету. 2008. Т. 13. Вип. 8. Серiя: Бiблiотекознавство, бiблiографознавство, книгознавство. — С. 145—150.
- Ещё раз о митре Паисия Иерусалимского // Историография. Источниковедение. История России X—XX вв. — М., 2008. — С. 242—247.
- О датировке греческих минускульных рукописей IX в. // Хризограф. Вып. 3 / Сост. и отв. ред. Э. Н. Добрынина. — М.: «Сканрус», 2009. — С. 30-42.
- О дате кончины Павла Алеппского // Очерки феодальной России. 13. 2009. — С. 289—292.
- Новый список «Привилегии на Академию» // «Лихудовские чтения». Материалы научной конференции «Вторые Лихудовские чтения». Великий Новгород, 24-26 мая 2004 года. Великий Новгород, 2009. — С. 12-14.
- Рец.: Kavrus-Hoffmann N. Catalogue of Greek Medieval and Renaissance Manuscripts in the Collections of the United States of America. Part III: Miscellaneous Small Collections of the New York City // Manuscripta. 51. 1. 2007. — P. 61-130 // Хризограф. Вып. 3 / Сост. и отв. ред. Э. Н. Добрынина. — М.: «Сканрус», 2009. — С. 540—541
- О некоторых «новых открытиях» в истории греческо-русских связей XVII в. // Очерки феодальной России. 14. 2010. — С. 509—529.
- Sulla datazione dei codici greci del secolo IX // The Legacy of Bernard de Montfaucon: Three Hundred Years of Studies on Greek Handwriting: Proceedings of the Seventh International Colloquium of Greek Palaeography (Madrid — Salamanca, 15-20 September 2008) / Ed. by A. Bravo García and I. Pérez Martín. With the assistance of J. Signes Codoñer. Turnhout, 2010. — P. 37-43.
- Архимандрит Венедикт и его место в истории просвещения на Балканах, в Восточном Средиземноморье и России в первой половине — середине XVII в. // Религиозное образование в России и Европе в XVII веке / Под ред. Е. С. Токаревой. — М.: Инглота; СПб.: «Издательство Русской христианской гуманитарной академии», 2011. — С. 28-45.
- Το ελληνικό πρόγραμμα της παιδείας στη Ρωσία στα μέσα 17ου αιώνα // Ρωσία και Μεσόγειος. Πρακτικά Α΄ Διεθνούς συνεδρίου (Αθήνα, 19-22 μαΐου 2005). Τ. Α΄. Αθήνα, 2011. — Σ. 323—331.
- К вопросу о датировке греческих маюскульных рукописей IV—X веков (Предварительные наблюдения) // Синайский кодекс и памятники древней христианской письменности: традиции и инновации в современных исследованиях. Труды Международной научной конференции «Синайский кодекс. Рукопись в современном информационном пространстве» (Пятые Загребинские чтения). СПб., 12-13 ноября 2009 года. — СПб., 2012. — С. 89-97.
- Архив московских патриархов и греческо-русские связи XVII в. // Проблемы дипломатики, кодикологии и актовой археографии. Материалы XXIV Международной научной конференции. Москва, 2-3 февраля 2012 г. (В честь члена-корреспондента РАН Сергея Михайловича Каштанова). — М., 2012. — С. 101—103.
- Античная литература в описях и каталогах греческих рукописей Московской Патриаршей / Синодальной библиотеки в XVIII — начале XIX века // Век Просвещения. Античное наследие в европейской культуре XVIII века / Отв. ред. С. Я. Карп; сост. Г. А. Космолинская. — М.: Наука, 2012. — С. 15-20.
- У кого и как изучал греческий язык Ф. М. Ртищев? // Азе Алибековне Тахо-Годи. Сб. ст. в честь юбилея А. А. Тахо-Годи. — [М.], 2012. — С. 379—383.
- Историки — об архивах Афона // Отечественные архивы. 2012. — № 4. — С. 84-92, здесь С. 84-85. (в соавторстве с С. М. Каштановым)
- Νέο αυτόγραφο του Νικόλαου Σπαθάριου // Μεσαιωνικά και Νέα Ελληνικά. Τ. 10 (2012). — Σ. 59-71.
- Евгения Эдуардовна Гранстрем — хранитель греческих рукописей Публичной библиотеки // Археографски прилози 34 (Mélanges archéographiques). Београд, 2012. — С. 193—199.
- К истории Крита накануне завершения Кандийской войны (О судьбе греческой рукописи РНБ. Греч. — № 585) // Материалы и сообщения по фондам Отдела рукописей БАН / Отв. ред. И. М. Беляева, науч. ред. Н. Ю. Бубнов. — СПб.: БАН, 2013. — С. 231—238.
- Евангелие тетр // Византийские древности. Произведения искусства IV—XV веков в собрании Музеев Московского Кремля. — М., 2013. — С. 440—449 (совместно с Т. С. Борисовой и Э. Н. Добрыниной).
- Fonkich B.L. Paleografia grecka wśród nauk pomocniczych w końcu XX stulecia // Littera Antiqua. 7. Lublin, 2013. — P. 32-42.
- Исследования по греческой палеографии и кодикологии: IV—XIX вв. / Отв. ред. М. А. Курышева. — М.: Рукописные памятники Древней Руси, 2014. 888 стр., илл., цв. вклейка.
- О датировке и происхождении рукописи ГИМ, Син. греч. 407 (Влад. 25) // Новый Завет с Псалтирью. Греческая иллюминованная рукопись из собрания Государственного Исторического музея. Сб. статей / Сост. и отв. ред. Э. Н. Добрынина. — М.: «Сканрус», 2014. — С. 125—131.
- Fonkich B.L. Kodeks Maniego (Codex Manichaicus Coloniensis) // Littera Antiqua. 9. — Lublin, 2014. — P. 4-9.
- К истории греческого книгописания в Бухаресте в первой трети XVIII в. // Электронный научно-образовательный журнал «История». 2014. T. 5. Выпуск 8 (31) [Электронный ресурс]. Доступ для зарегистрированных пользователей. URL: http://history.jes.su/s207987840000936-8-1
- Ещё раз о датировке и происхождении Керасунтского Евангелия (New York, Morgan Library and Museum, M. 748) // Специальные исторические дисциплины. Вып. 1. — М., 2014. — С. 53-60.
- Греческая рукопись в Москве времени Бориса Годунова // Специальные исторические дисциплины. Вып. 1. — М., 2014. — С. 247—260.
- Кирилл Лукарис и Россия (О происхождении греческого текста документов Габора Бетлена, отправленных в Константинополь) // Специальные исторические дисциплины. Вып. 1. — М., 2014. — С. 261—304 (совместно с В. В. Калугиным).
- Петербургский сборник писем Максима Маргуния (Материалы для изучения греческой эпистолографии эпохи Просвещения) // /Специальные исторические дисциплины. Вып. 1. — М., 2014. — С. 349—430.
- Евгения Эдуардовна Гранстрем — хранитель греческих рукописей Публичной библиотеки // Специальные исторические дисциплины. Вып. 1. — М., 2014. — С. 482—489.
- Моя первая греческая рукопись // Специальные исторические дисциплины. Вып. 1. — М., 2014. — С. 511—521.
- Рец.: Была ли в Москве в 1650-х гг. греко-латинская школа Арсения Грека? // Специальные исторические дисциплины. Вып. 1. — М., 2014. — С. 542—547.
- «Кодекс» Львовского Успенского братства (К истории рукописи в конце 1580-х — начале 1640-х гг.) // Россия и Христианский Восток. Вып. IV—V / Отв. ред. Б. Л. Фонкич. — М., 2015. — C. 140—162.
- «Одиссея» греческого священника первой трети XVII в. // Россия и Христианский Восток. Вып. IV—V / Отв. ред. Б. Л. Фонкич. — М., 2015. — С. 180—188.
- Новый автограф Николая Спафария // Россия и Христианский Восток. Вып. IV—V / Отв. ред. Б. Л. Фонкич. — М., 2015. — С. 290—300.
- К истории изучения русской наукой рукописей Ивирского монастыря на Афоне в конце XIX — начале XX в. // Россия и Христианский Восток. Вып. IV—V / Отв. ред. Б. Л. Фонкич. — М., 2015. — С. 567—573.
- Из истории греческого книгописания в Бухаресте в первой трети XVIII в. // Spicilegium Byzantino-Rossicum. Сборник статей к 80-летию члена-корреспондента РАН И. П. Медведева. М.; СПб.: «Индрик», 2015. — С. 314—324.
- Cirillo Loukaris e la Russia: sull’origine del testo greco dei documenti di Gábor Bethlen inviati a Constantinopoli // Trame controluce. Il patriarca «protestante» Cirillo Loukaris = Backlighting Plots. The «Protestant» Patriarch / A cura di V. Nosilia, M. Prandoni. Firenze, Firenze University Press, 2015. — P. 67-95. (в соавторстве с Василием Калугиным)
- Греческие рукописи Российского государственного архива древних актов: проблемы изучения и каталогизации // Вспомогательные исторические дисциплины и источниковедение: современные исследования и перспективы развития. Материалы XXVII международной научной конференции. Москва, 9-11 апреля 2015 г. — М.: РГГУ, 2015. — С. 85-89.
- Рец.: Из истории утверждения царского титула Ивана Грозного (Ἀποστολόπουλος Δ.Γ. Τὸ Νομικὸν τῆς Μεγάλης Ἐκκλησίας 1564-ci. 1593. Ἀθήνα, 2008) // Россия и Христианский Восток. Вып. IV—V / Отв. ред. Б. Л. Фонкич. — М., 2015. — С. 736—738.
- Рец.: Mihail Zamfira. Nicolae le Spathaire Milescu à travers ses manuscrits. Bucureşti, Editura Academiei Române, 2009. 178 p. // Там же. — С. 739—744.
- Рец.: Архимандрит Антонин (Капустин). Дневник. Год 1881 / Издание подготовили Н. Н. Лисовой, Р. Б. Бутова / Отв. ред. Я. Н. Щапов. — М., 2011. 382 с. // Там же. — С. 745—747.
- Рец.: Антонин (Капустин), архимандрит. Заметки поклонника Святой Горы / Вступит. статья и комментарии А. А. Турилова. — М.: «Индрик», 2013 // Там же. — С. 748—752.
- Начальный период формирования коллекции греческих рукописей Библиотеки Академии наук // Современные проблемы археографии. Вып. 2: Сб. ст. по материалам конфер. к 300-летию Библиотеки Российской Академии наук 21-24 окт. 2014 г. СПб., 2016. — С. 24-37.
- Русь и Афон // Русь и Афон. К 1000-летию присутствия русских монахов на Святой Горе. М.; Кучково поле, 2016. — С. 22-23.
- Греческое Евангелие-апракос 1664 года из Успенского собора Московского Кремля // Музеи Московского Кремля: Материалы и исследования. Вып. 27. — М., 2016. — С. 110—133 (совместно с Т. В. Толстой).
- Мелетий Грек // Православная энциклопедия. — М., 2016. — Т. XLIV : Маркелл II — Меркурий и Паисий. — С. 585-587. — 30 000 экз. — ISBN 978-5-89572-051-6. (в соавторстве с Н. П. Парфентьевым)
- К палеографической интерпретации греческих граффити Мангупской базилики // Средние века. Исследования по истории Средневековья и раннего Нового времени. Вып. 78 (3). — М., 2017. — С. 167—179 (совместно с М. А. Курышевой).
- Ещё раз о датировке Codex Marchalianus // Монфокон. Исследования по палеографии, кодикологии и дипломатике. 4. — М., 2017. — С. 28-31.
- Coisl. gr. 1: к вопросу о датировке рукописи // Монфокон. Исследования по палеографии, кодикологии и дипломатике. 4. 4. — М., 2017. — С. 32-36.
- Порфирьевский Евхологий (РНБ. Греч. 226). К вопросу о датировке и локализации рукописи // Монфокон. Исследования по палеографии, кодикологии и дипломатике. 4. 4. — М., 2017. — С. 37-51.
- Палеографические заметки о греческих рукописях Российской Национальной библиотеки. 1-3 // Монфокон. Исследования по палеографии, кодикологии и дипломатике. 4. 4. — М., 2017. — С. 120—134.
- Кирилл Лукарис и Россия (Создание русским правительством системы материальной помощи Христианскому Востоку в 20-х годах XVII в.) // Монфокон. Исследования по палеографии, кодикологии и дипломатике. 4. 4. — М., 2017. — С. 135—155 (совместно с З. Е. Оборневой).
- Автографы Евгения Вулгариса в собраниях России и Украины // Монфокон. Исследования по палеографии, кодикологии и дипломатике. 4. 4. — М., 2017. — С. 181—196.
- Письмо Виктора Гардтхаузена Порфирию Успенскому // Монфокон. Исследования по палеографии, кодикологии и дипломатике. 4. 4. — М., 2017. — С. 389—393.
- Рец.: Каталог греческих рукописей Российской Национальной библиотеки. СПб.: РНБ, 2014 // Монфокон. Исследования по палеографии, кодикологии и дипломатике. 4. 4. — М., 2017. — С. 676—683.
- Памяти Поля Канара // Монфокон. Исследования по палеографии, кодикологии и дипломатике. 4. 4. — М., 2017. — С. 694—695.
- О датировке греческих маюскульных рукописей IV—IX вв. // Специальные исторические дисциплины. Вып. 2. — М., 2018. — С. 10-23.
- Палестинский дукт византийского маюскула // Manuscripta Medievalia: От истории бытования к современной реставрации. 90-летие Г. З. Быковой (1928—2017). Конференция с международным участием. Москва, 9-10 июля 2018 г. Тезисы докладов. — М., 2018. — С. 50-51.
- Четвероевангелие [1271 г.], в окладе // Рукописные и печатные Евангелия XIII — начала XX века. Каталог. — М., 2018. — С. 33-42 (совм. с Э. Н. Добрыниной и Н. А. Стерлиговой)
- Евангелие апракос (полный) // Manuscripta Medievalia: От истории бытования к современной реставрации. 90-летие Г. З. Быковой (1928—2017). Конференция с международным участием. Москва, 9-10 июля 2018 г. Тезисы докладов. — М., 2018. — С. 138—148 (совм. с Т. В. Толстой)
- Αυτόγραφα τον Ευγείον Βουλγάρεως σε συλλογές της Ρωσύας και της Ουκρανίας // Εὐγένιος Βούλγαρης. Ὁ homo universalis τοῦ Νέον Ἑλληνισμοῦ. 300 χρόνια ἀπότὴγέννησήτον (1716—2016). Ἑπιμ. Χ. Καρανάσιος. — Ἀθήνα. 2018. — Σ. 119—141.

- Отв. ред. (совместно с Е. П. Метревели): Греческое «Житие Иоанна, Евфимия и Георгия Афонцев». Греческий текст, грузинский перевод и исследование подготовила Манана Мачханели. Тбилиси, 1982
- Отв. ред.: Россия и Христианский Восток. Вып. I. M., 1997
- Отв. ред.: Шульгина Э. В. Русская книжная скоропись XV в. СПб.: «Дмитрий Буланин», 2000.
- Отв. ред.: Российский Православный университет св. Иоанна Богослова. Ученые записки. Вып. 5. М., 2000.
- Отв. ред. (совместно с Д. А. Яламасом): Кафедра византийской и новогреческой филологии. 1. М., 2000.
- Отв. ред.: Бантыш-Каменский Н. Н. «Реестры Греческим делам» Московского архива Коллегии иностранных дел (Российский государственный архив древних актов. Фонд 52. Опись 1). М.: «Индрик», 2001.
- Отв. ред. (совместно с Т. В. Толстой): Соколова И. М. Мономахов трон. Царское место Успенского собора Московского Кремля. М.: «Индрик», 2001.
- Отв. ред. (совместно с В. Л. Яниным): Лихудовские чтения. Материалы научной конференции «Первые Лихудовские чтения». Великий Новгород, 11-14 мая 1998 г. Великий Новгород, 2001.
- Отв. ред.: Каптерев Н. Ф. Патриарх Никон и его противники в деле исправления церковных обрядов. М.: «Индрик», 2003. Отв. ред. (совместно с Е. К. Ромодановской и Г. М. Зеленской): Севастьянова С. К. Материалы к «Летописи жизни и литературной деятельности патриарха Никона». СПб.: «Дмитрий Буланин», 2003.
- Отв.ред.: Бруни А. М. Θεολόγος. Древнеславянские кодексы Слов Григория Назианзина и их византийские прототипы. М.; СПб., 2004.
- Отв. ред: Россия и Христианский Восток. Вып. II—III. М., 2004.
- Отв. ред.: Монфокон. Исследования по палеографии, кодикологии и дипломатике. 1. М.; СПб., 2007
- Научн. ред.: Добрынина Э. Н. Сводный каталог греческих иллюминированных рукописей в российских хранилищах. Том. I. Рукописи IX—X вв. в Государственном Историческом музее. Часть 1. М.: «Сканрус», 2013. 440 стр.
- Отв. ред.: Специальные исторические дисциплины. Вып. 1. М.: ИВИ РАН, 2014.
- Отв. ред.: Россия и Христианский Восток. Вып. IV—V. М., 2015. 776 с., ил., цв. вкладыш.
- Отв. ред.: Монфокон. Исследования по палеографии, кодикологии и дипломатике. 4. — М., 2017.

- Греческо-русские культурные связи в XV—XVII вв. (Греческие рукописи в России). — М.: «Наука», 1977. — 248 с.
- Греческо-русские связи середины XVI — начала XVIII вв. Греческие документы московских хранилищ. — М., 1991. — 65 с. 31 рис.
  - Graeco-Russian Contacts from the middle of the XVI century up to the beginning of the XVIII century. The Greekdocuments in Moscow archives. — Moscow, 1991. — 69 p. 31 ill
- Греческо-русские связи XIV—XVII вв. Результаты палео-графического и кодикологического исследования. Диссертация на соискание ученой степени доктора истори-ческих наук (в форме научного доклада). — М., 1992. — 29 с.
- Греческие рукописи Московской Синодальной библиотеки. Палеографические, кодикологические и библиографические дополнения к каталогу архимандрита Владимира (Филантропова). — М.: Синодальная библиотека, 1993. 240 с. (совместно с Ф. Б. Поляковым) + CD-диск.
- Международная конференция «Крит, Восточное Средиземноморье и Россия в XVII в.». Греческие документы и рукописи, иконы и памятники прикладного искусства московских собраний. Каталог выставки. Составитель иответственный редактор Б. Л. Фонкич. — М.: «Индрик», 1995. 103 с.
- Перевод и публикация греческих надписей в кн.: Поствизантийская живопись. Иконы XV—XVIII веков из собраний Москвы, Сергиева Посада, Твери и Рязани. Каталог выставки. Афины: «Домос», 1995 (русск. и англ. варианты издания).
- Греческие рукописи европейских собраний. Палеографические и кодикологические исследования 1988—1998 гг. — М.: «Индрик», 1999. — 272 с.
- Греческие рукописи и документы в России в XIV ― начале XVIII в. М.: «Индрик», 2003. 512 с., илл.
- Материалы и техника византийской рукописной книги / Отв. ред. Б. Л. Фонкич. М.: «Индрик», 2003. 320 с., илл. (совместно с И. П. Мокрецовой, М. М. Наумовой, В. Н. Киреевой и Э. Н. Добрыниной).
- Древности монастырей Афона X—XVII веков в России. Из музеев, библиотек, архивов Москвы и Подмосковья. Каталог выставки 17 мая — 4 июля 2004 г. М., 2004 (совместно с Г. В. Поповым и Л. М. Евсеевой).
- Чудотворные иконы и священные реликвии Христианского Востока в Москве в середине XVII в. Икона Иверской Богоматери. М., 2004.
- Греческие рукописи Научной библиотеки Московского государственного университета имени М. В. Ломоносова: Каталог. М., 2006. 96 с.